# 阿瓜斯卡連特斯火山
23°22′S 67°41′W / 23.37°S 67.68°W

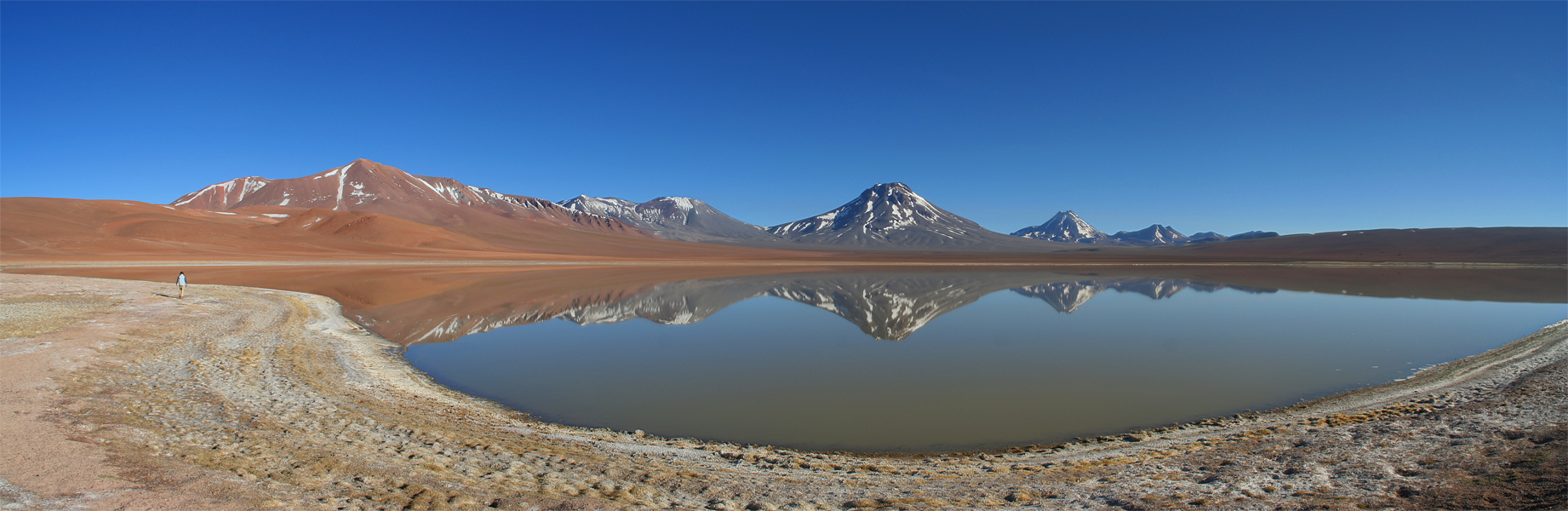

阿瓜斯卡連特斯火山是智利的火山，位於該國北部，距離拉斯卡爾火山5公里，由安托法加斯塔大區負責管轄，屬於安第斯山脈的一部分，海拔高度5,924米。